# Иезавель (фильм)
«Иезавель» (англ. Jezebel) — кинофильм режиссёра Уильяма Уайлера по одноимённой пьесе Оуэна Дэвиса. Премьера состоялась 10 марта 1938 года. В 2009 году лента была включена в Национальный реестр фильмов.

## Сюжет
Начало 1850-х годов, предвоенный Новый Орлеан. Избалованная, волевая красавица Джули Марсден помолвлена с банкиром Престоном Диллардом. В отместку за отказ Преса сопровождать её в модный магазин, она заказывает ярко-красное платье для бала, где все незамужние женщины должны быть в белом. После бала Прес расторгает помолвку и уезжает по делам на Север. Через год Прес возвращается, чтобы предупредить власти о надвигающейся эпидемии жёлтой лихорадки. Джули умоляет простить её, но вместо этого Прес знакомит её со своей женой Эми…

## В ролях
- Бетт Дейвис — Джули Марсден
- Генри Фонда — Престон Диллард
- Джордж Брент — Бак Кэнтрелл
- Дональд Крисп — доктор Ливингстоун
- Фэй Бейнтер — тётя Белль Мэсси
- Маргарет Линдси — Эми Брэдфорд Диллард
- Ричард Кромвель — Тед Диллард
- Джанет Шоу — Моли Эллин
- Генри О’Нил — генерал Теофолус Богардус
- Спринг Байинтон — миссис Кендрик
- Джон Лител — Жан Лакур
- Эдди «Рочестер» Андерсон — Большая Летучая Мышь

В титрах не указаны
- Тереза Харрис — Зетта
- Чарльз Миддлтон — офицер

## Награды и номинации
- 1938 — участие в основной конкурсной программе Венецианского кинофестиваля, где фильм был удостоен специальной рекомендации за выдающийся художественный вклад (Уильям Уайлер).
- 1938 — попадание в десятку лучших фильмов года по версии Национального совета кинокритиков США.
- 1939 — две премии «Оскар» за лучшую женскую роль (Бетт Дейвис) и лучшую женскую роль второго плана (Фэй Бейнтер), а также три номинации: лучший фильм, лучшая операторская работа (Эрнест Хэллер), лучшая музыка (Макс Стайнер).

## Критика
В своих отзывах критики восхищались прежде всего игрой Дейвис, отмечая при этом неубедительность сценария, особенно в финале. Советский киновед Валентина Колодяжная писала, что благодаря своему искусству актриса сумела придать своему персонажу такие черты, на которые в сценарии даже ничего не намекало:
Тонкость и точность мимики, жестов, походки, осанки, манеры держаться позволили выразить всю полноту внутренней жизни сильной и значительной индивидуальности, воспроизвести цельность неповторимо сложного характера, своеобразную зыбкость душевных состояний. Её внешняя сдержанность таила и страсть, доходящую временами до безумия, и капризы, и избыток жизненных сил, и злобу, и нежность, и страх, и мужество.

## Факты
- Лучшие ключевые моменты фильма решены без слов или почти без них[2].
- Мощный актёр Генри Фонда в этой ленте смотрится несколько «бледно». Это связано с тем, что эпизоды с его участием снимались наспех, так как актёр торопился в Нью-Йорк, где его жена в это время рожала первенца, Джейн[2].